# Jan Tromark
Jan-Gunnar "Janne" Tromark, född 19 augusti 1940 i Solna församling i Stockholms län, är en svensk journalist och TV-kommentator.
Tromark började som berättarröst i motorsportsändningar i slutet av 1980-talet, i början på Kanal 5, TV 3 och TV4. År 1993 fick han erbjudande att få kommentera bilsport på Eurosport, vilket han har gjort sedan dess. Huvudsakligen kommenterar Tromark rally, men har ibland hoppat in i formelbilssändningar. Tidigare delade han och Björn Waldegård på uppgiften att kommentera WRC.